# Lou Landré
Guillaume Louis Frédéric (Lou) Landré (Eindhoven, 20 november 1939) is een Nederlands acteur. Hij is vooral bekend door de rol van Sjakie in de drie films en de televisieserie over de familie Flodder.
Na zijn eindexamen aan de Amsterdamse Toneelschool volgde hij in Parijs de mimeschool van Etienne Decroux. In seizoen 1965/1966 debuteerde hij bij toneelgroep Studio. Vervolgens speelde hij bij onder andere Toneelgroep Globe, het RO-theater, Nederlandse Comedie, Haagsche Comedie, toneelgroep De Appel, toneelgroep Theater, Het Nationale Toneel.
Bij zijn afscheidsvoorstelling "Niemandsland" van Harold Pinter bij Het Nationale Toneel werd hij benoemd tot Ridder in de Orde van de Nederlandsche Leeuw in 2004.
Landré speelde rollen in de series Willem van Oranje (1983) en De Brug (1990) en in films als Het meisje met het rode haar (1981), Amsterdamned (1988) en Karakter (1997).
Lou Landré is een zoon van voormalig TROS-directeur Joop Landré. Hij woont in Frankrijk.

## Filmografie
- Juliana II (2009) – Beel
- Brief voor de koning (2008) – Burgemeester
- Moordwijven (2007) – Archivist
- De avondboot (televisiefilm, 2007) – Edu
- Sportman van de eeuw (2006) – Oude Sake Wiarda
- Baantjer (televisieserie) – Evert 'Pater Constantijn' Penning (Afl. De Cock en de moord op de missionaris, 2005)
- Brush with Fate (televisiefilm, 2003) – Winkelier Groningen
- Tom & Thomas (2002) – Bewaker jurkenwinkel
- Lijmen/Het been (2000) – Pieter Lauwereyssen
- Lek (2000) – Politiechef Berg
- Kruimeltje (1999) – Loketbeambte H.A.L.
- Toy Story 2 (1999) – Stinky Pete de Goudzoeker (Nederlandse stem)
- De angst van zorg (televisiefilm, 1997) – Boshart
- Karakter (1997) – Rentenstein
- Flodder (televisieserie) – Jacques 'Sjakie' van Kooten (37 afl., 1993-1999) (Laatste aflevering opgenomen in 1997)
- Flodder 3 (1995) – Jacques 'Sjakie' van Kooten
- Madelief: Met de poppen gooien (1994) – Droevige man
- Semmelweis (televisiefilm, 1994) – Geneesheer-Directeur
- Suite 215 (televisieserie) – Mr. Visser (Afl. Net als vroeger, 1992)
- Flodder in Amerika! (1992) – Jacques 'Sjakie' van Kooten
- Hoe voelen wij ons vandaag (televisieserie) – Directeur geneesheer (1992)
- Laat maar Zitten – Sjors Vinkenoog (1991)
- De Brug (miniserie, 1990) – Jonker van Weerde-Lawieck
- Amsterdamned (1988) – Chef
- Leven in de Gouden Eeuw (televisiefilm, 1988) – Rol onbekend
- Donna Donna (1987) – Directeur Schuitemaker
- Flodder (1986) – Jacques 'Sjakie' van Kooten
- Het wassende water (miniserie, 1986) – Nol de Marskramer
- Gina (1986) – Lou
- Willem van Oranje (1984) – Requesens
- De Anna (1983) – Kilman
- De vogelmens (1983) – Rol onbekend
- Plus Echo (1982) – Rol onbekend
- Het meisje met het rode haar (1981) – Otto Schaaf
- J.J. De Bom voorheen De Kindervriend (kinderprogramma, 1981)
- De zesde klas (miniserie, 1980) – Rechercheur
- Erik of het klein insectenboek (televisieserie) – Verteller (1979)
- Uit elkaar (1979) – Olaf
- Dat ik dit nog mag meemaken (1976-1977)
- De Antikrist (1973) – Rol onbekend
- Recht in eigen hand (televisiefilm, 1973) – Peter Chase

- International Standard Name Identifier: 0000 0001 3278 0265
- Nederlandse Thesaurus van Auteursnamen: 072216042
- RKD-Nederlands Instituut voor Kunstgeschiedenis: 366245
- Virtual International Authority File: 280527554
- WorldCat: E39PBJhCDyCJRfk3YXRqr4QXh3